# Chiesa cattolica-apostolica
La Chiesa cattolica-apostolica è una chiesa cristiana millenarista. Nacque in Inghilterra con il predicatore presbiteriano scozzese Edward Irving (1792-1834) in seno a un movimento di riforma che vedeva come primo esponente James Haldane Stewart della chiesa anglicana. Dal suo fondatore è anche conosciuta come "Chiesa irvingita". Il termine "cattolica" non fa riferimento alla Chiesa cattolica comunemente intesa, ma assume semplicemente il significato di "universale".
La Chiesa cattolica-apostolica aveva il suo fulcro nei 12 apostoli, «...chiamati per rivelazione profetica a formare il secondo ed ultimo collegio degli apostoli (dopo quello dei diretti discepoli di Gesù Cristo), in attesa dell'immanente arrivo di Cristo e della fine dei tempi.». Alla morte di questi nuovi apostoli fu deciso di non eleggerne di nuovi e dopo la morte dell'ultimo apostolo, Francis Valentine Woodhouse nel 1901, ebbe termine anche la vita del collegio.
Nel 1863 la chiesa subì uno scisma, poiché la comunità di apostolici della Germania decise di sostituire via via i deceduti. Dallo scisma nacque quindi la Chiesa neo-apostolica.
Oggi la chiesa è seguita da pochi fedeli che attendono il secondo avvento.